# Импринт
Импри́нт (англ. imprint «отпечаток, оттиск, след») — подразделение издательства или бренд, под которым издательство выпускает некоторые из своих печатных изданий, например, для определённых потребительских сегментов: детская литература, периодика, научная литература и т. д.
Одна издательская компания может иметь несколько импринтов.

## Описание
Импринты обычно имеют определяющую характеристику или миссию. В некоторых случаях импринты возникают в результате поглощения одной издательской компанией других. Иногда импринты возникают в результате поглощения небольших издательств (или части их бизнеса) более крупной компанией. При этом импринт может иметь значительную автономию в рамках издательства и вести независимую издательскую политику. Также возможно появление импринта издательства, которое само является импринтом другого издательства.
Иногда несколько импринтов объединяются. Например, в издательскую группу Crown входят импринты Broadway Books, Clarkson Potter, Crown и многие другие. Иногда импринты работают вместе, например, так работает подразделение массового рынка Penguin Group, которое включает в себя импринты Ace, Berkley, Jove, Roc и многие другие, хотя у отдела нет «официального» названия.
Внутренние подразделения в издательствах, как правило, не представляют интереса для среднего читателя, который больше озабочен чтением книги, чем размышлениями о том, кто её опубликовал. Информация о внутренней «кухне» издательств имеет значение для того, кто интересуется книгоизданием — для авторов, литературных агентов, книжных блогеров, журналистов.